# Jack Cover
John Higson (Jack) Cover jr. (New York, 6 april 1920 - Chicago, 7 februari 2009) was een Amerikaanse natuurkundige. Hij was de uitvinder van het stroomstootwapen.
Cover behaalde een bachelordiploma en een doctoraat in de natuurwetenschappen aan de Universiteit van Chicago. Tijdens de Tweede Wereldoorlog was hij testpiloot bij de Amerikaanse luchtmacht. Later werkte hij van 1952 tot 1964 als wetenschapper bij North American Aviation, een grote fabrikant van vliegtuigen. Ook was hij werkzaam bij IBM en Hughes Aircraft.
In 1970 richtte hij Taser Systems Inc op, waarmee hij het stroomstootwapen ontwikkelde. Omdat het buskruit gebruikt voor het afschieten van de pijlen, was de Amerikaanse federale overheid van mening dat het om een vuurwapen ging, wat de verkoop voor militaire en politiedoeleinden bemoeilijkte.
Jack Cover kreeg de ziekte van Alzheimer en stierf thuis op 88-jarige leeftijd aan de gevolgen van een longontsteking.